# Kirov oblast
Kirov oblast (ryska: Кировская область, Kirovskaja oblast) är ett oblast i östra delen av europeiska Ryssland med en yta på 120 800 km² och en folkmängd av cirka 1,3 miljoner invånare. Den administrativa huvudorten är Kirov, och en annan stor stad är Kirovo-Tjepetsk.